# Contumazá (tỉnh)
Tỉnh Contumazá (tiếng Tây Ban Nha: Provincia de Contumazá) là một tỉnh thuộc vùng Cajamarca của Peru. Tỉnh Contumazá có diện tích 2070 km², dân số thời điểm theo điều tra dân số ngày 11 tháng 7 năm 1993 là 32698 người. Tỉnh lỵ đóng ở Contumazá.